# Bruce Carson
Pas d'image ? Cliquez ici
Bruce Carson, né en 1951, est un grimpeur et alpiniste américain. Il a été l'un des principaux artisans du développement de l'escalade au Yosemite. Avec Yvon Chouinard et Royal Robbins, il fut l'un des promoteurs de l'éthique du clean climbing au début des années 1970. Il meurt le 4 septembre 1975 au Trisul, en passant à travers une corniche, à l'âge de 24 ans.

## Ascensions

### Entre1973et1975
- 1973

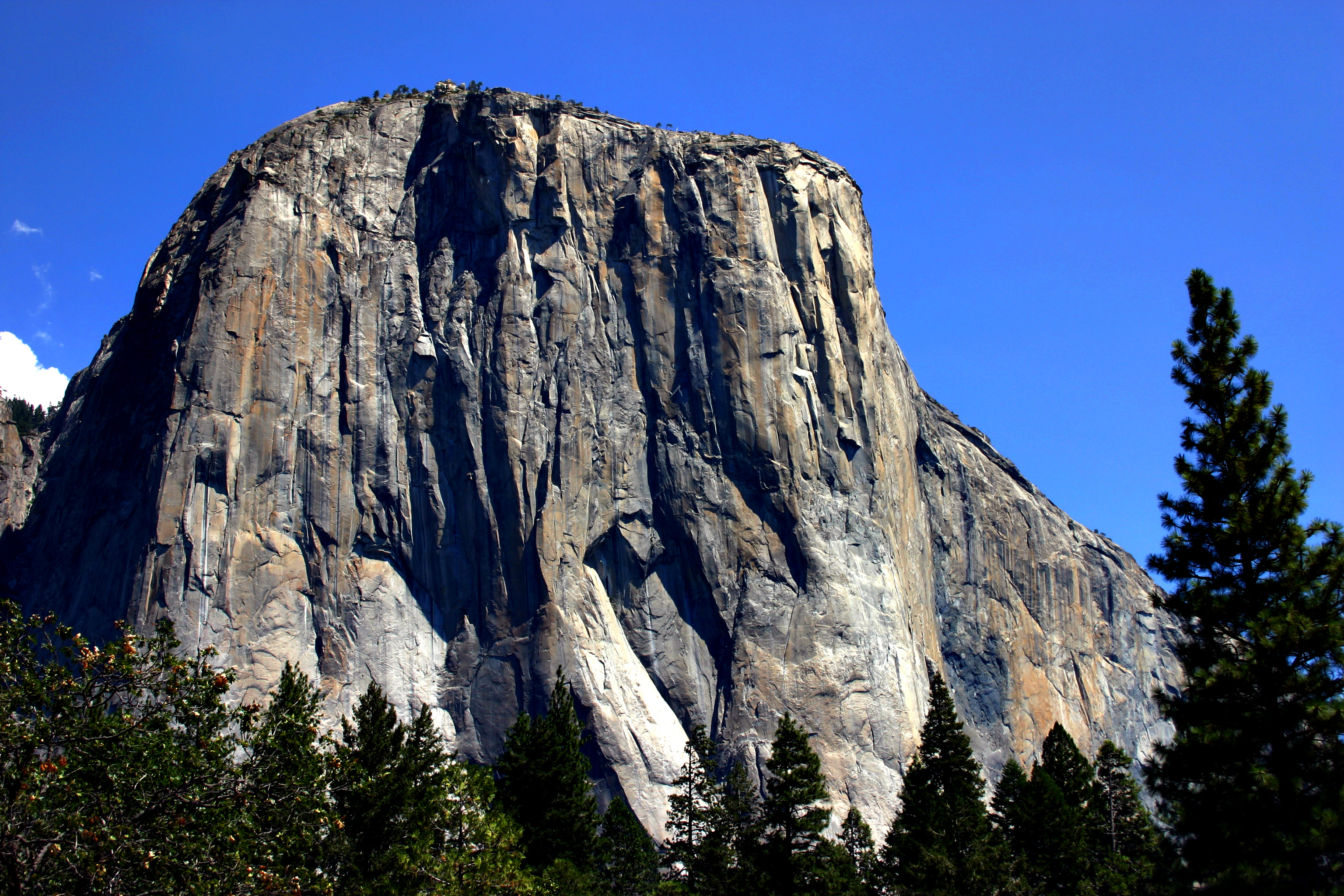
El Capitan

  - Face nord du Rostrum avec Dave Anderson « hammerless »[1]
  - Face ouest du Rixon's Pinnacle avec Dave Anderson « hammerless »[1]
  - Face sud de Washington Column en solitaire et « hammerless »[1]
  - voie Chouinard-Herbert à Sentinel Rock en solitaire et « hammerless »[1]
  - Face ouest de Sentinel Rock en solitaire et « hammerless »  par la voie Chouinard-Frost[2]
  - The Nose, au Capitan, première ascension « hammerless » (« sans marteau ») avec Yvon Chouinard[1]
- Expédition en Nouvelle-Guinée[3],[1]
- Expédition américaine au Pamir et ascension du pic Lénine[4],[1]
- Expédition au Yukon[1]
- Expédition dans la cordillère des Andes, au Nevado Alpamayo[5],[1]
- Expédition au Trisul, Himalaya du Garhwal. Accident mortel consécutif à l'effondrement d'une corniche[1]